# MAHALIK HALILI
MAHALIK HALILI（マハリック・ハリーリ）は、日本のロック・ユニット。

## メンバー
- ななきさとえ （NANAKI）- ボーカル。東京都出身。
- 津秦 一郎（つはたいちろう） ギター、シンセサイザー、シーケンサー。山口県下関市出身。

## 概要
- 1989年結成。
- 1990年にミニアルバム好的開始をAja Recordsからリリース。
- 1991年、アルバム『BON VOYAGE!』でビクターエンタテインメントよりメジャーデビュー。
- 1992年に渡米し、アレンジャーのデヴィッド・キャンベルのもと、ロサンゼルスで3カ月に渡りライブ・レコーディングを行い、NANAKI & THE SPICEとして2枚のアルバムをビクターエンタテインメントよりリリースした。

## その他
- NANAKIは、『世界ふしぎ発見!』のミステリーハンターとしても活躍した[1]。
- サードアルバムの『PUNCTUAL』ではレコーディングメンバーに湯川トーベン、 向山テツ、添田啓二を迎えた。

## ディスコグラフィ
1. 『好的開始』（1990年6月25日）Aja Records
2. 『BON VOYAGE!』（1991年3月21日）ビクターエンタテインメント[2]
3. 『PUNCTUAL』（1991年10月21日）ビクターエンタテインメント[3]